# 꺾꽂이

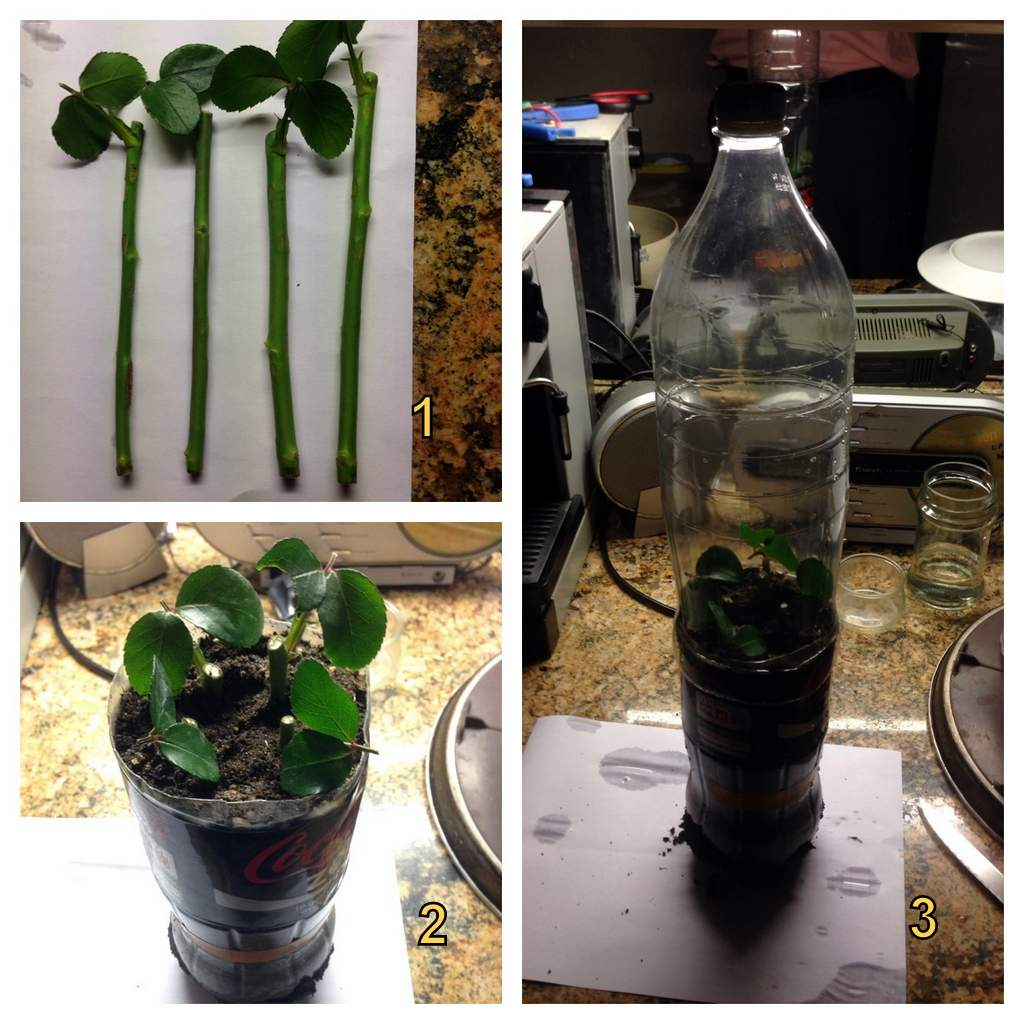

꺾꽂이는 식물의 잎이나 줄기를 잘라 식물체를 번식시키는 무성생식의 한 방법으로 삽목(揷木)이라고도 함. 최소한 하나의 줄기세포가 적합한 환경에 놓여지면 새로운 뿌리나 줄기등이 나오면서 부모식물에서 완전히 독립된 새로운 식물 개체가 됨.

## 방법
꺾꽂이는 부모 식물의 일부를 잘라 절단하여 독립적인 식물체로 자라게 하는 것이다. 대부분 절단된 식물체는 뿌리가 없기 때문에 적당한 환경이 주어지지 않으면 탈수 증세로 죽게된다. 께꽂이가 성공하기 위해서는 다음과 같은 것들이 필요하다.
- 촉촉한 바닥 환경. 단 과습하면 잘린 부분이 썩게 된다. 꼭 흙에서 이 과정을 거칠 필요는 없으며 실제로 흙, 펄라이트, vermiculite, coir, rock wool, expanded clay 같은 다양한 환경이 사용된다. 물 또한 가능하다.
- 습도가 유지되는 환경. 공기가 수분을 머금을 수 있도록 플라스틱 상자 안이나 밀폐된 환경이 좋다.
- 적당한 그늘 (자른 식물이 죽는 것을 방지)

자른 식물을 적당한 곳에 놓은 뒤 식물체가 미세한 물을 빨아들일 수 있도록 물뿌리개 등을 이용하여 물을 준다. 처음 물을 준 뒤 식물을 놓은 토양의 물이 거의 다 말라 없어질 때까지는 다시 물을 주지 않는다. 이렇게 함으로써 토양이 습기를 가지고 있으면서도 젖거나 물이 고여있지 않도록 유지할 수 있다. 이러한 환경 이외에 식물을 적당히 잘 자르는 것 또한 중요하다.
- 적시에: 계절변화가 뚜렷한 곳에서는 새로난 가지는 봄에 목질화된 단단한 가지는 겨울에 자르는 것이 좋다.
- 적당한 크기와 잎의 양: 부드러운 가지의 경우 5-15cm, 목질화된 단단한 가지는 20-25cm 정도가 적당하다. 또한 부드러운 가지는 3분의 2 정도의 잎을 제거하고 목질화된 가지는 모든 잎을 제거한다.

반드시 필요한 것은 아니지만 몇 가지 화합물이 식물 호르몬인 옥신을 자극함으로써 뿌리 형성에 도움을 준다. 특히 삽목이 어려운 종에 이러한 화합물이 도움이 되는데 흔히 사용되는 것으로 indole-3-butyric acid (IBA)이 있다. 분말이나 액체, 젤 형태로 절단면에 직접 바르거나 잎에 스프레이하는 방식으로 사용한다. 뿌리 성장 호르몬을 촉진하는 한가지 방법은 물푸레나무를 이용하는 것이다. 비록 아무런 식물 호르몬도 가지고 있지 않지만 꿀도 좋은 촉진제이다.
어떤 식물은 다른 식물에 비해 뿌리가 쉽게 난다. 대부분의 다육 식물은 잎을 잘라 탁자 위에만 올려놔도 뿌리가 나고 어떤 식물들은 물컵에 꽂아놓기만 해도 뿌리가 난다.

## 종류
- 줄기 꺾꽂이(경삽)
- 잎꽂이(엽삽)
- 뿌리 꺾꽂이(근삽)
- 눈 꺾꽂이(아삽)

## 적합한 토양
보통 척박하고 통기성이 좋은 무균의 흙을 선호한다.

## 적합한 습도
뿌리가 없기 때문에 수분공급이 원활하지 않아 습도를 높게 유지해주는 것이 좋다. 수분공급이 더딘 상태에서 공기가 건조하면 증산작용이 활발해져 조직이 말라버릴 수 있다.

## 같이 보기
- 무성 생식